# 鮎川さくら
鮎川 さくら（あゆかわ さくら、1987年3月3日 - ）は、日本のAV女優。

## 略歴
2007年に『現役レースクイーン★さくら　Ero！Ero！セクハラ食い込み編』でAVデビュー。

## 作品

### アダルトビデオ
- 現役レースクイーン★さくら　Ero！Ero！セクハラ食い込み編 （2007年3月21日、h.m.p）
- 痴女先生《ぶっかけ＆潮吹き授業!》  （2007年4月21日、h.m.p）
- 犯され痴女の絶叫ハメ狂い （2007年5月21日、h.m.p）
- 発情ナース潮吹き診察室 （2007年6月21日、h.m.p）
- エロ味たっぷり痴女まみれ！ （2007年7月21日、h.m.p）
- 潮吹きレースクイーン 絶頂セルデビュー （2007年8月7日、プレミアム）
- W痴女GROOVE （2007年9月7日、プレミアム）- 共演:松嶋侑里
- 鮎川さくら大全集 1（2007年11月10日、ビデオバンク）
- 絶頂潮吹き×プレミアデジタルモザイク 鮎川さくら（2008年3月7日、プレミアム）
- 幻の大量潮吹きスペシャル！（2010年3月7日、プレミアム）